# Bergkuskus
Der Bergkuskus (Phalanger carmelitae) ist ein Beuteltier aus der Familie der Kletterbeutler (Phalangeridae), das im neuguineischen Zentralgebirge von den Wissel Lakes im Westen bis in den äußersten Südosten, sowie auf der Huon-Halbinsel vorkommt. Es werden zwei Unterarten unterschieden, Phalanger carmelitae coccygis auf der Huon-Halbinsel und die Nominatform im übrigen Verbreitungsgebiet.

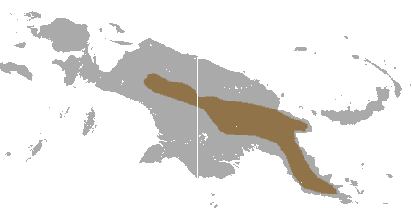
Verbreitungsgebiet

## Merkmale
Der Bergkuskus erreicht eine Kopfrumpflänge von 37 bis 43 cm, hat einen 31 bis 36,5 cm langen Greifschwanz und erreicht ein Gewicht von 1,7 bis 2,6 kg. Das dichte Fell ist dunkel, schokoladenbraun bis schwärzlich, manchmal auch dunkel graubraun. Der Bauch ist weiß. Der mit Tuberkeln versehene Schwanz ist schwarz mit einer weißen Spitze. Der Kopf ist mittelgroß mit einer Condylobasallänge von 70 bis 88 mm. Die Schnauze ist kurz. Im Oberkiefer sind der vordere Prämolar und die Molaren sehr groß. Ein zweiter Prämolar ist immer vorhanden. Im Unterkiefer befinden sich drei einspitzige Prämolaren.
Der Bergkuskus kann leicht mit dem Seidenkuskus (Phalanger sericeus) verwechselt werden, der das gleiche Verbreitungsgebiet hat. Sein Schwanz ist aber nicht mit Tuberkeln besetzt, die weiße Schwanzspitze ist kleiner oder fehlt, ein zweiter oberer Prämolar fehlt und im Unterkiefer befinden sich nur ein oder zwei einspitzige Prämolaren.

## Lebensraum und Lebensweise
Der Bergkuskus kommt in ungestörten Bergwäldern in Höhen von 1350 bis 3800 Metern vor. Er lebt in weiten Teilen seines Verbreitungsgebietes sympatrisch mit dem Seidenkuskus, Steins Kuskus (Phalanger vestitus) und dem Gleichfarbkuskus (Phalanger gymnotis). Die Tiere sind nachtaktiv und verbringen den Tag in Baumhöhlen, in dichten Epiphytenbeständen oder zwischen den Blättern der Schraubenbäume (Pandanus). In einem Jahr nutzen die Tiere etwa 10 bis 20 verschiedene Ruheplätze, die durchschnittlich 120 Meter voneinander entfernt sind. In der Nacht verbringen die Tiere etwa 40 % ihrer Zeit mit der Nahrungsaufnahme, ca. ein Viertel der Zeit ruhen sie und die restliche Zeit wird vor allem zur Fortbewegung genutzt. Die Reviere der Männchen sind etwa 4 ha groß, während die der Weibchen mit 2,4 ha deutlich kleiner sind. Die Reviere überlappen sich nur minimal mit denen benachbarter Exemplare.
Der Bergkuskus ernährt sich vor allem von Blättern und Früchten, wobei Blätter etwa 80 % der Ernährung ausmachen, während 18 bis 20 % der aufgenommenen Nahrung aus Früchten besteht. Der Rest besteht aus Blüten und Borke. Einmal wurde beobachtet, dass ein in menschlicher Obhut gehaltener Bergkuskus einen kleinen Lori tötete und fraß. Zu den Nahrungspflanzen des Bergkuskus gehören epiphytische Orchideen, Kasuarinen, Freycinetia, Pandanus, Garcinia, Helicia, Stechpalmen, Litsea, Steineiben, Sphenostemon und Syzygium.
Geburten wurden für die Monate Februar, April, August und September nachgewiesen, was dahingehend interpretiert wird, dass die Tiere keine spezielle Fortpflanzungszeit haben.

## Gefährdung
Die IUCN schätzt den Bestand des Bergkuskus als ungefährdet (Least Concern) ein. Die Tiere haben ein großes Verbreitungsgebiet, sind relativ häufig und so anpassungsfähig, dass sie auch in vom Menschen gestörten Biotopen leben können.

## Belege
1. 1 2 3 4  Kristofer Helgen & Stephen Jackson: Family Phalangeridae (Cuscuses, Brush-tailed Possums and Scaly-tailed Possum). In: Don E. Wilson, Russell A. Mittermeier: Handbook of the Mammals of the World – Volume 5. Monotremes and Marsupials. Lynx Editions, 2015, ISBN 978-84-96553-99-6, S. 493.